# Vega de Ruiponce
Vega de Ruiponce è un comune spagnolo di 120 abitanti situato nella comunità autonoma di Castiglia e León.